# 3,4-环氧环己基甲基-3,4-环氧环己基甲酸酯
3,4-环氧环己基甲基-3,4-环氧环己基甲酸酯（3,4-Epoxycyclohexylmethyl-3',4'-epoxycyclohexane carboxylate，ECC）是一种环脂族环氧树脂，可用于多种工业用途。它通过阳离子聚合反应，使用热致光引发剂形成交联的不溶性热固性聚合物。众所周知，基于环脂族环氧树脂（如 ECC）的配方可通过固化形成具有高耐热性、耐化学性和良好粘合性的热固性塑料。

## 历史
ECC 的均聚是以辐射固化为基础，通过光化学作用形成超强酸，然后进行阳离子聚合，于20世纪70年代首次实现的。

## 制造
ECC 可通过四氢苯甲醛的季先科反应以及随后与过酸的环氧化反应制备。

## 特性
ECC在25 ℃时的动态粘度为400 mPa·s。

## 反应性
在ECC的均聚过程中，需要添加1.5~3 wt%的引发剂。3 wt%以上的引发剂不会进一步加速反应，但引发剂比例的增加会增加所形成的热固性塑料的脆性。在光聚合之后，通常还需要进行热后固化，才能完全反应。
这种单体的反应活性低于其可能达到的水平，因为所含的酯基会与活性聚合链端发生反应并稳定。因此，它的反应速度明显慢于其他不含酯基的分子。ECC的聚合速度也比自由基单体慢得多。因此，研究的目标是找到聚合速度更快但性能相同的阳离子可聚合单体。

## 交联
阳离子交联ECC具有低粘度、优异的电气性能和高可靠性等特点，可用作絕緣體、鍍膜、粘合剂或印刷油墨，广泛应用于各种工业领域。然而，均聚ECC极易变脆，要解决这个问题，可以在环氧树脂基体中加入橡胶或硅树脂等弹性体颗粒、加入无机填料，或在聚酯多元醇的作用下通过聚合作用进行塑化。聚酯多元醇通过单体活化机制与聚合物网络共价结合。

## 相关
- Ellis (编).  2nd. Boca Raton, Fla.: CRC. 2007: 150. ISBN 978-0-8493-3940-0.